# 赤鬼 (越南傳說)

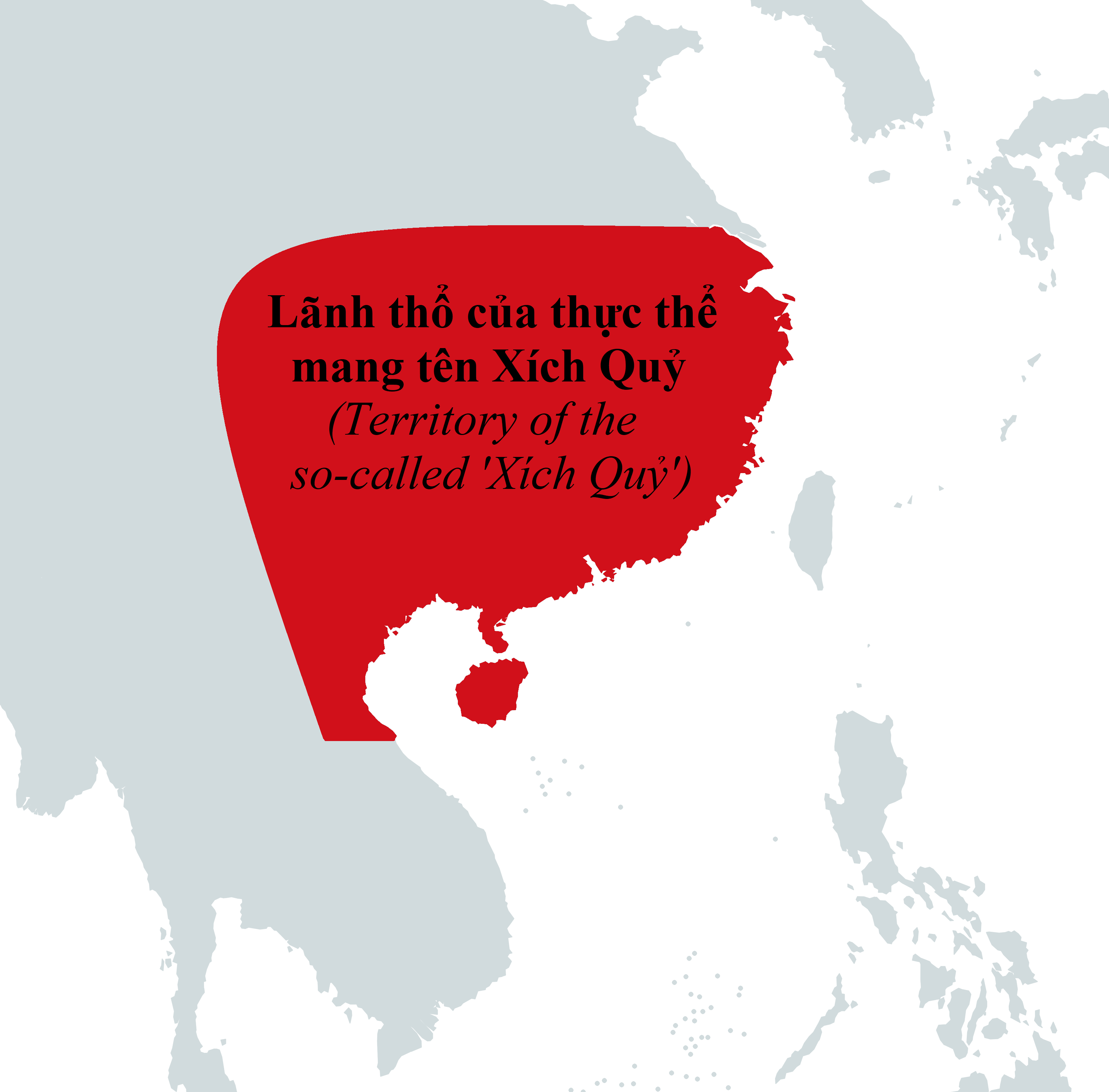

赤鬼，根據越南傳說，是百越一個古老的民族聯盟，在鴻龐氏初期，涇陽王統治時期，被認為是越南人的第一個民族名稱。漢越語「赤」的意思是紅色； 「鬼」這個字的意思是魔鬼。 赤鬼是天空中二十八顆星星中紅色最亮的一顆星星的名字。然而，沒有任何考古證據顯示這種狀態是真實存在的，或許只是像中國三皇五帝時期那樣的虛構傳說。

## 赤鬼地圖
越南傳說中的涇陽王的赤鬼國家的傳說可能是受到江西（Viet Chuong）、湖南（Viet Thuong）、湖北（Viet Duong）或揚越部落聯盟的“啟發” ，這些部落居住在附近他們和商朝之間可能發生過戰爭。以越莊部落為核心，擊敗了武丁所率領的殷軍的入侵。他們的物質基礎是青銅文化，典型文物是鈸和銅鼓，在當地信仰中發揮特殊的作用。鴻龐氏的傳說和扶董天王抗殷的傳說可能是從遙遠的時代流傳下來的。
筆記